# Colpodium oreades
Colpodium oreades är en gräsart som först beskrevs av Albert Peter, och fick sitt nu gällande namn av Evgenii Borisovich Alexeev. Colpodium oreades ingår i släktet Colpodium, och familjen gräs. Inga underarter finns listade i Catalogue of Life.